# Yecla de Yeltes
Yecla de Yeltes ist ein westspanischer Ort und eine Gemeinde (municipio) mit 222 Einwohnern (Stand: 2024) in der Provinz Salamanca im Westen der Autonomen Region Kastilien-León. 

## Lage und Klima
Der Ort Yecla de Yeltes liegt nahe der portugiesischen Grenze in einer Höhe von ca. 725 m; die Provinzhauptstadt Salamanca befindet sich knapp 77 km (Fahrtstrecke) östlich. Das Klima im Winter ist kühl, im Sommer dagegen durchaus warm; Regen (ca. 650 mm/Jahr) fällt überwiegend im Winterhalbjahr.

## Bevölkerungsentwicklung
| Jahr      | 1857  | 1900  | 1950 | 2000 | 2021 |
| Einwohner | 1.132 | 1.062 | 911  | 357  | 227  |

Der kontinuierliche Bevölkerungsschwund (Landflucht) seit der Mitte des 20. Jahrhunderts ist im Wesentlichen auf die Mechanisierung der Landwirtschaft, die Aufgabe von bäuerlichen Kleinbetrieben („Höfesterben“) und den damit einhergehenden Verlust an Arbeitsplätzen zurückzuführen. Zur Gemeinde gehört auch der nur noch etwa 10 Einwohner zählende Weiler (pedanía) Gema.

## Wirtschaft
Das wirtschaftliche Leben der Gemeinde Yecla de Yeltes ist in hohem Maße agrarisch orientiert – früher wurden Getreide, Weinreben etc. zur Selbstversorgung angepflanzt; Gemüse stammte aus den Hausgärten. Viehzucht (früher hauptsächlich Schafe und Ziegen, heute zumeist Rinder) wurde und wird immer noch betrieben. Die ehemals im Ort ansässigen Kleinhändler, Handwerker sowie Dienstleister aller Art sind hingegen verschwunden. Heute werden zahlreiche Ferienwohnungen bzw. -häuser (casas rurales) vermietet.

## Geschichte
Aus keltisch-vettonischer Zeit stammt die Bergfestung Yecla la Vieja; Zeugnisse aus römischer Zeit (überwiegend Grabstelen) sind im Museum der Bergfestung zu sehen. Aus westgotischer und maurischer Zeit sind hingegen keine Funde überliefert. Im ausgehenden 11. Jahrhundert wurde die Gegend von den Christen zurückerobert (reconquista) und wiederbesiedelt (repoblación); in dieser Zeit war sie zwischen den Königreichen León und Portugal umstritten.

## Sehenswürdigkeiten

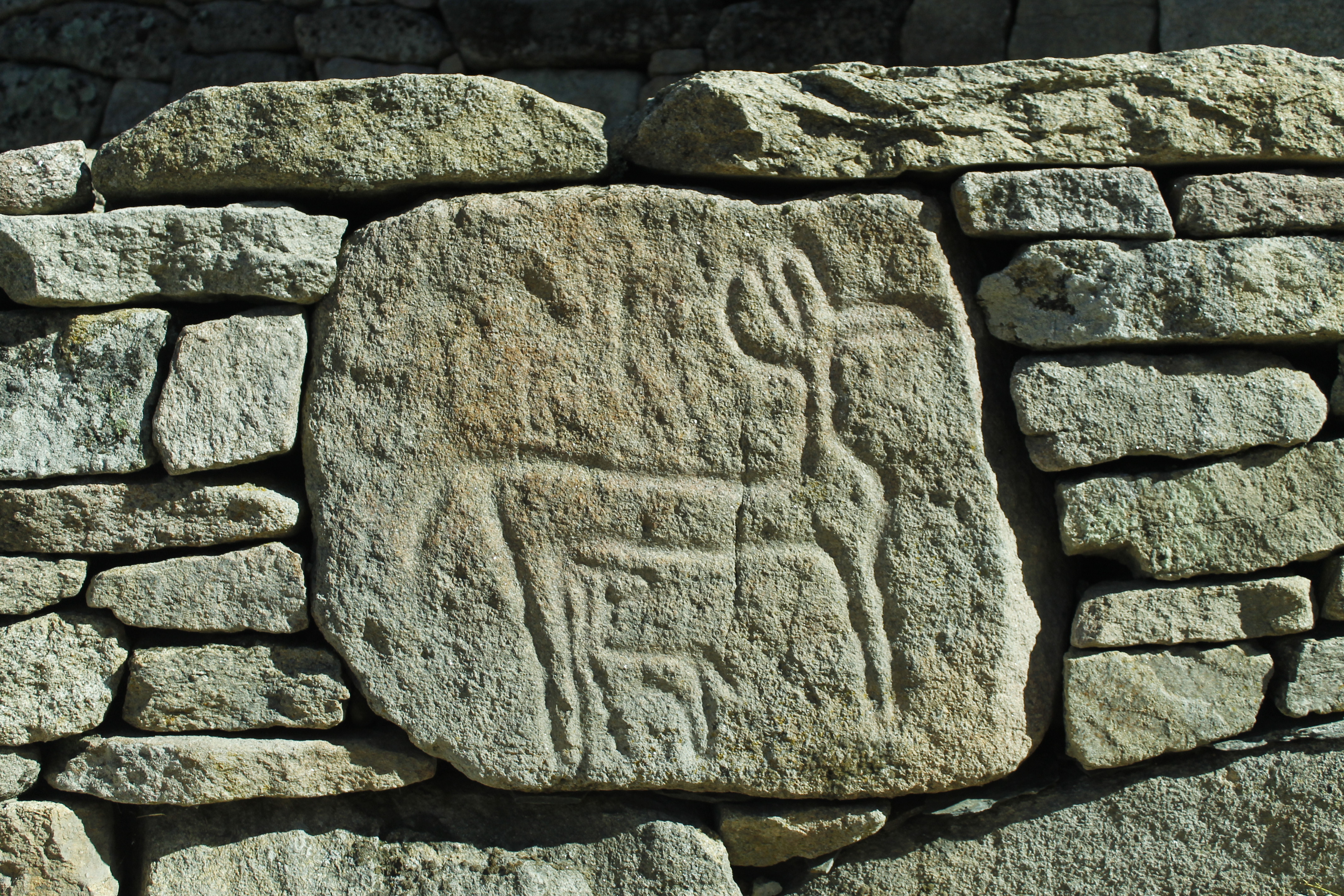
Yecla la Vieja – Mauerstein mit Tierfigur

- Die Iglesia de San Sebastián ist eine Dorfkirche aus dem 15. Jahrhundert mit späteren Veränderungen. Sie verfügt über einen zweigeteilten Glockengiebel (espadaña) und ein imposantes Südportal (17. Jahrhundert); die Apsis ist gegenüber dem Kirchenschiff (nave) leicht erhöht.[5]
- Die Ermita de Santiago ist ein einschiffiger Bau mit Satteldach.[6]

Umgebung
- Ungefähr 1 km südlich des Ortes liegt die vettonische Höhenfestung Yecla la Vieja aus dem 5.–3. Jahrhundert v. Chr., in deren wohlgefügte mörtellose Mauern in spätrömischer Zeit einige Petroglyphen (zumeist Tierfiguren) eingeritzt worden sind. Im Museum der Anlage finden sich weitere Steine mit Felsritzungen sowie ein steinerner Eber (verraco).[7][8]
- Auf dem Gebiet der Festung liegt die Ermita de la Virgen del Castillo.